# Beney-en-Woëvre
Beney-en-Woëvre is een gemeente in het Franse departement Meuse (regio Grand Est) en telt 133 inwoners (1999).
De gemeente maakt deel uit van het arrondissement Commercy en sinds 22 maart 2015 van het kanton Saint-Mihiel. Daarvoor hoorde het bij het op die dag opgeheven kanton Vigneulles-lès-Hattonchâtel.

## Geografie
De oppervlakte van Beney-en-Woëvre bedraagt 17,0 km², de bevolkingsdichtheid is 7,8 inwoners per km².

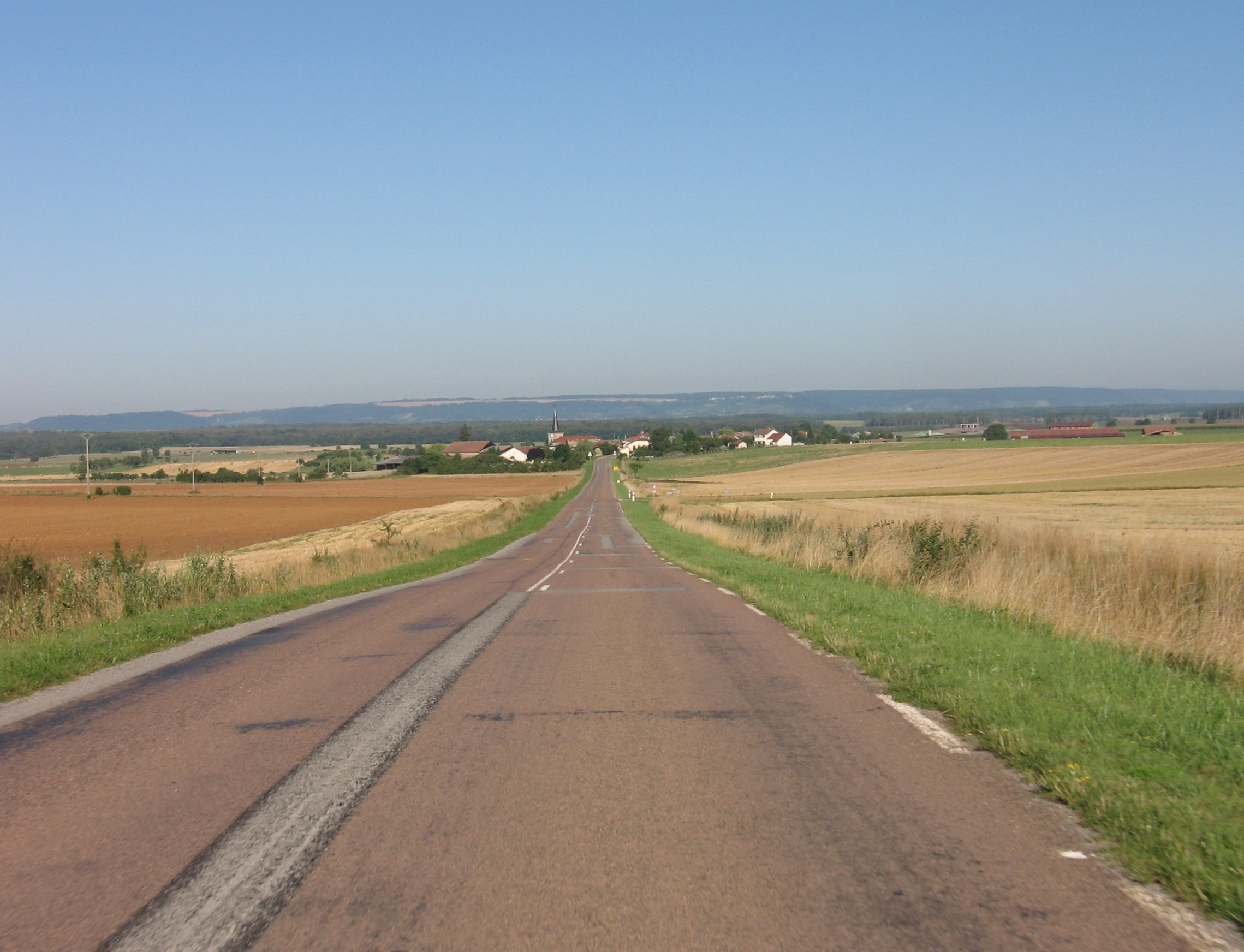
Landschap en D67 richting Beney

De onderstaande kaart toont de ligging van Beney-en-Woëvre met de belangrijkste infrastructuur en aangrenzende gemeenten.

## Demografie
Onderstaande figuur toont het verloop van het inwonertal (bron: INSEE-tellingen).